# 东平路 (上海)
东平路是上海市徐汇区东北部的一条街道。该路为东西走向，东起岳阳路，西至乌鲁木齐南路，全长400米，宽11.5米到12.4米。
东平路原名贾尔业爱路（Route Francis Garnier），由上海法租界公董局修筑于1913年，当时属于越界筑路性质，以1880年法国驻沪总领事命名(一说是为了纪念19世纪曾活跃在东亚的法国海军军官、探险家安鄴)。次年该路就在法租界大扩展中被划入法租界。1943年汪精卫政权接收上海法租界时，以山东东平改名东平路。
东平路是上海著名的住宅区，曾有众多名人曾在此居住，如蒋介石、宋美龄和宋子文等，且沿路绿化甚好，行人稀少，是上海著名的“情侣路”。2018年9月，路内商铺据报将全部收回结业。

## 历史建筑
- 东平路1号——原席德懿住宅，现为席家花园饭店
- 东平路5号——住宅，建于1924年，今为上海音乐学院附小图书馆
- 东平路9号——原蒋介石与宋美龄位于上海的行宫爱庐，今为上海音乐学院附属中学，上海市第二批优秀历史建筑。1927年12月1日，蒋介石与宋美龄在上海结婚。宋子文买下此座较大的英式花园别墅，作为宋美龄的陪嫁之物。该屋与蒋介石庐山美庐，杭州澄庐可谓鼎足而三[1]。
- 东平路11号——原宋子文住宅，今为Sasha's酒吧。建造于1921年。建筑是孟莎式的坡屋顶的法式建筑，宅前有大花园。
- 东平路7号楼——原孔祥熙住宅

## 交会道路（东向西）
- 岳阳路
- 衡山路
- 乌鲁木齐南路